# حیدر (آک‌یورت)
حیدر (به لاتین: Haydar) یک منطقهٔ مسکونی در ترکیه است که در اکیورت واقع شده‌است.